# Zosin (powiat opolski)
Zosin – wieś w Polsce, położona w województwie lubelskim, w powiecie opolskim, w gminie Opole Lubelskie.
| SIMC    | Nazwa          | Rodzaj    |
| ------- | -------------- | --------- |
| 0388694 | Baba           | część wsi |
| 1022972 | Skoków-Kolonia | część wsi |

W latach 1975–1998 wieś należała administracyjnie do województwa lubelskiego.
Wieś stanowi sołectwo w gminie Opole Lubelskie. Według Narodowego Spisu Powszechnego z roku 2011 wieś liczyła 166 mieszkańców.